# Садовничий, Иван Николаевич
Иван Николаевич Садовничий (бел. Іван Мікалаевіч Садоўнічы; род. 11 мая 1987, Гродно) — белорусско-казахстанский футболист, защитник гродненского «Немана».

## Карьера

### Клубная
Футболом занялся поздно — лишь в 12 лет. Воспитанник гродненского «Немана», позже играл за другой гродненский клуб «Белкард». В 2011 попал в «Витебск», где прочно играл в основе.
В марте 2013 года вернулся в «Неман». В гродненском клубе вскоре закрепился на позиции центрального защитника.
Сезон 2014 начал как основной центральный защитник гродненского клуба. В мае 2014 не выступал из-за травмы, позже вернул себе место в основе.
В июне 2014 года перешёл в казахстанский клуб «Тобол». Уже в июле 2014 получил гражданство Казахстана. В марте 2016 года, после просмотра подписал контракт с карагандинском «Шахтёром». 15 июня 2017 года на фоне тяжёлой травмы, не позволившей играть до конца сезона, защитник расторг контракт с карагандинским клубом по обоюдному согласию.
В ноябре 2017 года тренировался с «Неманом» из Гродно, но позже решил продолжить карьеру в Казахстане, а в марте 2018 года был заявлен за «Жетысу».
В январе 2019 года стал игроком «Кайсара». Он появлялся на поле в основном как запасной игрок. В феврале 2020 года стало известно, что белорусский защитник покинет клуб.
Пропустил сезон 2020 года из-за травмы, а в начале 2021 года начал тренировки с гродненским «Неманом», с которым подписал контракт в марте. В декабре 2022 года продлил контракт с клубом.
24 мая 2025 года открыл счет на 56-й минуте финала Кубка Беларуси с жодинским «Торпедо»-БЕЛАЗ, в результате «Неман» победил со счетом 3:0 и стал обладателем трофея. 

### В сборной
11 октября 2021 года дебютировал в национальной сборной Беларуси, отыграв второй тайм отборочного матча чемпионата мира-2022 против Чехии (0:2).

## Достижения

### Командные
«Кайсар»
- Обладатель Кубка Казахстана: 2019

«Неман» Гродно
- Обладатель Кубка Беларуси (2): 2023/24, 2024/25

## Статистика
| Сезон    | Дивизион | Клуб           | Страна                    | Матчи | Голы |
| -------- | -------- | -------------- | ------------------------- | ----- | ---- |
| 2005     | дубль    | Неман (Гродно) | Флаг Беларуси (1995—2012) | 16    | 1    |
| 2006     | дубль    | Неман (Гродно) | Флаг Беларуси (1995—2012) | 25    | 1    |
| 2007 (1) | дубль    | Неман (Гродно) | Флаг Беларуси (1995—2012) | 12    | 2    |
| 2007 (2) | Д2       | Динамо-Белкард | Флаг Беларуси (1995—2012) | 11    | 1    |
| 2008 (1) | дубль    | Неман (Гродно) | Флаг Беларуси (1995—2012) | 15    | 2    |
| 2008 (2) | Д2       | Динамо-Белкард | Флаг Беларуси (1995—2012) | 11    | 1    |
| 2009     | Д2       | Белкард        | Флаг Беларуси (1995—2012) | 24    | 2    |
| 2010     | Д2       | Белкард        | Флаг Беларуси (1995—2012) | 24    | 2    |
| 2011     | Д1       | Витебск        | Флаг Беларуси (1995—2012) | 29    | 0    |
| 2012     | Д2       | Витебск        | Флаг Беларуси             | 24    | 4    |
| 2013     | Д1       | Неман (Гродно) | Флаг Беларуси             | 22    | 2    |
| 2014 (1) | Д1       | Неман (Гродно) | Флаг Беларуси             | 10    | 0    |
| 2014 (2) | Д1       | Тобол          | Флаг Казахстана           | 13    | 1    |
| 2015     | Д1       | Тобол          | Флаг Казахстана           | 28    | 2    |
| 2016     | Д1       | Шахтёр         | Флаг Казахстана           | 30    | 0    |
| 2017 (1) | Д1       | Шахтёр         | Флаг Казахстана           | 0     | 0    |
| 2018     | Д1       | Жетысу         | Флаг Казахстана           | 15    | 1    |
| 2019     | Д1       | Кайсар         | Флаг Казахстана           | 14    | 0    |
| 2021     | Д1       | Неман (Гродно) | Флаг Беларуси             | 20    | 1    |